# Charles Le Coq de Kerland
Marie Charles Le Coq de Kerland dit Charles, ou Carl, Le Coq de Kerland  est un juriste et universitaire français né le 21 décembre 1887 à Bordeaux (où son père était professeur de droit) et mort le 5 novembre 1978 dans la même ville.

## Famille
La famille Le Coq de Kerland est une famille d'ancienne bourgeoisie originaire de Bretagne. Ses armes sont mentionnées : d'azur au coq d'or.
Cette famille est issue de Jean-Gabriel Le Coq, bourgeois de Concarneau, (Finistère). Son fils, Jean Henri Le Coq (1731-1813) est négociant et bourgeois de Concarneau. Ursin Jean-Baptiste  Charles Le Coq (1774-1819) est également négociant. Édouard Charles Marie Le Coq de Kerland (1817-1878), est commissaire de la marine, chevalier de la Légion d'Honneur. Charles Marie Stanislas Le Coq de Kerland (1844-1922), est professeur de droit à Bordeaux.
Charles Le Coq de Kerland épouse le 28 janvier 1920 à Paris 8 Marie Louise Carrière.
Le 15 avril 1939, il épouse à Corenc Jeanne de Tarrazi (1902-1965), fille de Philippe de Tarrazi, originaire de Beyrouth, Chevalier de la Légion d'honneur en 1952.
Il est autorisé à porter le nom de Le Coq de Kerland par décret du 4/11/1958.
Il se remarie en troisièmes noces avec Marie Chaigneau en 1967. D'une relation ancienne (1933) était né un fils Patrick (1934-2012).

## Biographie
Charles Le Coq de Kerland est membre du Conseil constitutionnel institué par la Constitution de 1958 établissant la Ve République, du 5 mars 1959 au 5 mars 1965 (nommé par le président du Sénat, Gaston Monnerville).
As de l'aviation pendant la Première Guerre mondiale et Résistant durant la seconde Guerre, Il est élevé à la dignité de Grand Croix de la Légion d'Honneur.

## Guerre 1914 / 1918
Mobilisé dans l'Intendance, il passe dans l'Aviation en 1915. Le Coq de Kerland a fini la guerre en tant que chef d'escadrille de chasse Nieuport 82. Il compte à son actif 9 avions allemands officiellement abattus (dont 7 pour l'armée française et deux pour l'armée belge) et 7 avions allemands considérés comme désemparés. Il figure dans la liste des As de l'aviation.

## Guerre 1939 / 1945
Mobilisé comme lieutenant-colonel aux Forces armées d'Aviation en Moyen-Orient, puis nommé colonel, devient chef adjoint du personnel du Ministère de l'Air.
1940 : Passe dans la Résistance le 19 juin 1940. Il aide à l'Opération Ariel.
Chef du réseau de la Première Présidence du Palais de Justice.
Dénoncé et menacé d'arrestation en octobre 1942, Le Coq de Kerland gagne les Alpes pour y participer à l'organisation de la Résistance.
1944 : Chef de la Résistance Air pour le Sud-Est

## Carrière Juridique
1921 / 1947 : Avocat à la Cour d'appel de Paris
Dès 1926 : Avocat conseil de la Grande Chancellerie de la Légion d'Honneur
1947 / 1958 : Membre du Conseil supérieur de la magistrature et du Conseil de l'ordre national de la Légion d'honneur
1959, février / 1965, février : Membre du Conseil constitutionnel, nommé pour 6 ans par le Président du sénat (Gaston Monnerville)
1967, novembre : Membre honoraire du Conseil de l'ordre de la légion d'honneur

## Travaux Juridiques
1924 - Membre de la Commission de révision de la loi aéronautique
1950 - Projet de statut de la Magistrature métropolitaine
1953 - La grande pitié des Magistrats (plaquette)
1954 - Réformes : Grandeur et Misère de la Magistrature de France, La France et sa Justice, Sauver la Magistrature.
1955 - Projet de Statut de la Magistrature de la France d'Outre-Mer
Nombreux arrêts de jurisprudence en matière d'aviation civile.

## Décorations
- Grand-croix de la Légion d'honneur en 1948[6]

- Croix de guerre 1914–1918 (5 palmes)
- Croix de guerre, deux citations à l'ordre de l'armée belge
- Croix de guerre 1939–1945, une citation à l'ordre de l'armée française
- Croix du combattant volontaire 1914–1918
- Médaille de l'Aéronautique
- Grand-croix de l'ordre de l'Étoile noire
- Grand-croix de l'ordre du Mérite civil d'Espagne
- Grand officier de l'ordre national du Cèdre (Liban)
- Médaille de la Résistance française avec rosette[7]
- As de l'aviation durant la Première Guerre mondiale.